# 남태령

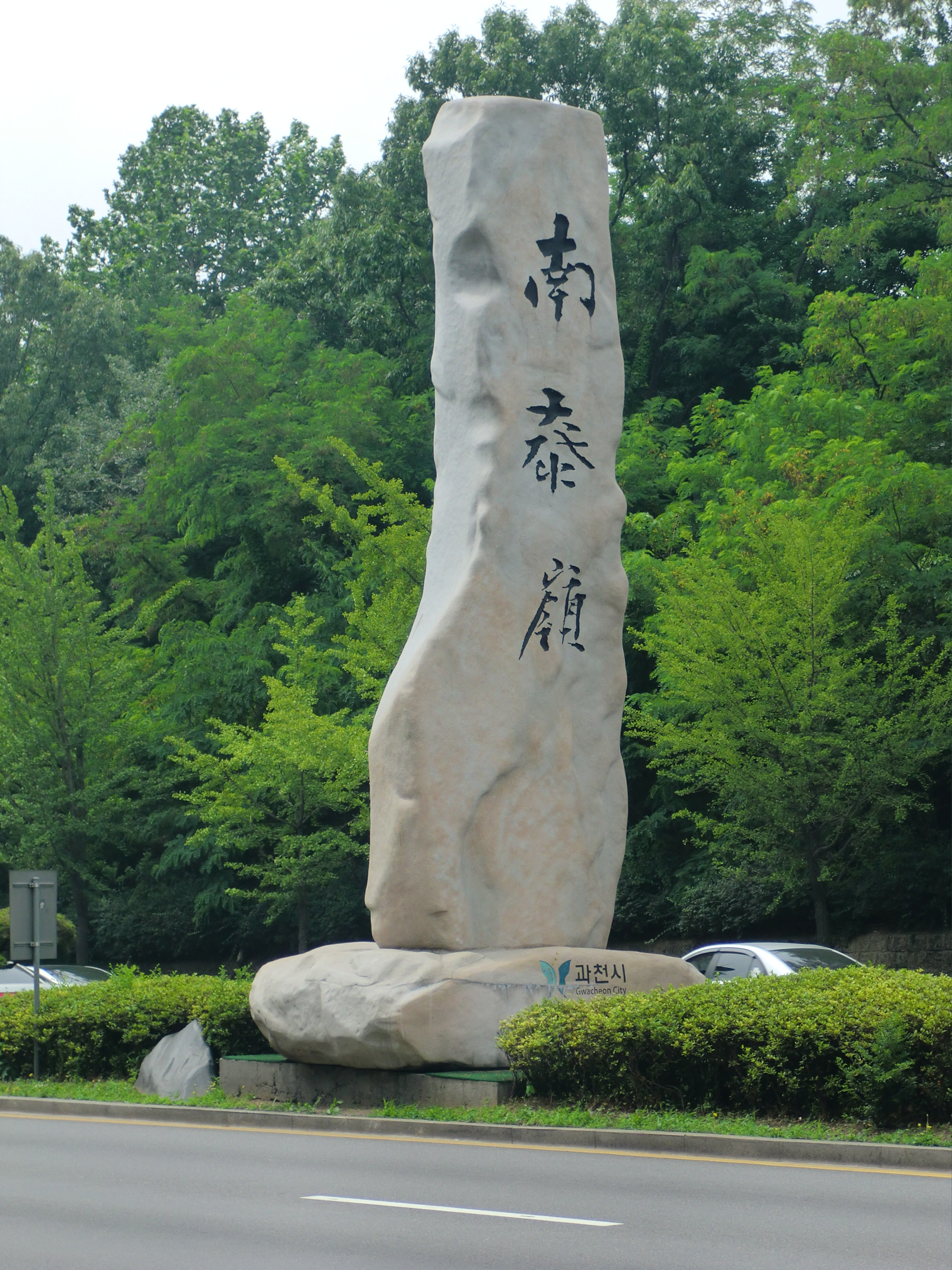
과천시의 남태령비

남태령(南泰嶺)은 서울특별시 관악구, 서초구와 경기도 과천시 사이에 위치한 고개이다. 높이는 해발 183m이다.

## 위치
남태령은 서울특별시의 관악구 남현동에 위치한 고개이다. 과천시의 과천동과 서울특별시의 사당역 사이에 있는 큰 고개로 관악산의 북동쪽 능선을 넘는다. 1930년대 초까지만 해도 지금의 동작대로 왼쪽 우면산 쪽의 산길이었다. 지명 유래에 관한 여러 추측이 있다. 정조가 화성 융릉(隆陵)으로 가는 길에 과천현 이방(吏房) 변씨에게 고개이름을 물었다. 그는 이 고개가 본디 여우고개였으나, 요망스러운 이름임에 삼남대로 상에서 첫 번째로 맞이하는 큰 고개라는 뜻으로 남태령이라 대답하였다. 그 이후부터 이 고개를 남태령이라 부르게 되었다는 전설이 전해진다. 또한, 관악산을 넘나드는 천년 묵은 여우가 많이 나타났다는 전설이 전해져서 호현(狐峴) 또는 엽시현(葉屍峴)이라고 불렀다.
조선 정조 이전부터 이미 남태령으로 불리고 있었다고 추정하기도 한다. 『해동지도』, 「과천현지도」에는 현재의 남태령이 호현으로 표시되어 있다. 『광여도』 과천현에서 관음사(觀音寺) 아래 고개를 호현이라고 쓴 것이 확인된다. 김정호의 『여도비지』와 『대동지지』 및 『동여도』, 『대동여지도』에도 남태령이라고 기록되어 있다. 『1872년지방지도』, 『과천지도』에서 남태령 지명과 함께 험준한 산세가 묘사되어 있다. 남태령을 지나 삼남대로를 통해 한강을 건너 한성으로 들어가는 길도 파악할 수 있다. 『일성록』에는 조선 정조 연간에 남태령에 관한 기록이 남아 있다.

## 지명 유래
조선 시대 정조가 이 고개가 무엇인지 물으니 신하들이 남태령이라고 대답한 데에서 이름이 유래한다. 현존하는 동작대로 남태령 구간은 일제강점기에 확장된 도로이다. 인근에 남태령역, 남태령 전원 마을이 위치하고 있다.

옛 사람들이 충청도나 전라도에 갈 때 많이 이용하던 고개로, 지형이 몹시 험해 이 고개를 넘어 과천 읍내에서 쉬어 가는 일반적이었다. 소설 《춘향전》에서 이몽룡이 암행어사가 되어 전라도로 내려가는 대목에서 볼 수 있다. 
"..(중략)..전라도로 나려갈 제, 청파 역졸 분부하고 숭례문 밖 내다라서..(중략)..동자가 밧비 승방들, 남태령, 과천, 인덕원 중화하고..(중략).."

## 전해오는 이야기
동작구 사당동에 있던 마을로서, 사당동과 과천시 경계가 되는 남태령 고개 아래 마을로 주막과 유인막(留人幕)･성황당 등도 있었다고 한다.

## 같이 보기
- 동작대로
- 남태령역
- 과천대로